# لی دا یونگ (ژیمناست)
لی دا یونگ (کره‌ای: 이다영؛ زادهٔ ۲۸ دسامبر ۲۰۰۴) ژیمناست هنری اهل کره جنوبی است. او نمایندهٔ کره جنوبی بازی‌های المپیک تابستانی ۲۰۲۴ بود.